# Керол Адамс (акторка)
Лурлайн Уллер (Lurline Uller), відома як Керол Адамс (англ. Carol Adams; 15 березня 1918 — 9 квітня 2012) — американська акторка й танцюристка.

## Життєпис
Лурлайн Уллер народилася 15 березня 1918 року в Лос-Анджелесі.
У 5 років зіграла дівчинку-квіткарку в короткометражці «Морський блюз» (англ. Navy Blues). У титрах ранніх робіт акторка згадувалася як Лурлайн Уллер. З 20 років, працюючи на Paramount Pictures, почала грати як Керол Адамс.
У 1920-х з'являлася в кількох епізодах серіалів «Наша банда» (англ. Our Gang) (1922—1944) та «Міккі МакГвайр» (англ. Mickey McGuire) (1927—1934), а у 18 років підписала контракт із студією 20th Century Fox.
Двома роками пізніше перейшла до Paramount Pictures, а згодом до Republic Pictures.
У 1944 році завершила кар'єру після одруження з продюсером Річардом Дж. Перлом.
В некролозі Адамс в журналі Variety зазначалося, що вона «з'явилася у 50 образах».
Померла 15 березня 2012 року в Західному Голлівуді у віці 94 років, залишивши сина, дочку, шість онуків та сім правнуків. Похована на цвинтарі Інґлвуд-Парк в Інґлвуді (Каліфорнія).

## Вибрана фільмографія
- У старому Чикаго (1937)
- Нові обличчя 1937 року (1937)
- Продовжуй сміятись (1938)
- Саллі, Айрін та Мері (1938)
- Продовжуй сміятись (1938)
- Роза Вашингтон-сквера (1939)
- Будинок по той бік затоки (1940)
- Квотербек (1940)
- Люби свого сусіда (1940)
- За новинами (1940)
- Сіс Гопкінс (1941)
- Погана людина з Дедвуда (1941)
- Блонді йде до коледжу (1942)